# Passiflora alata

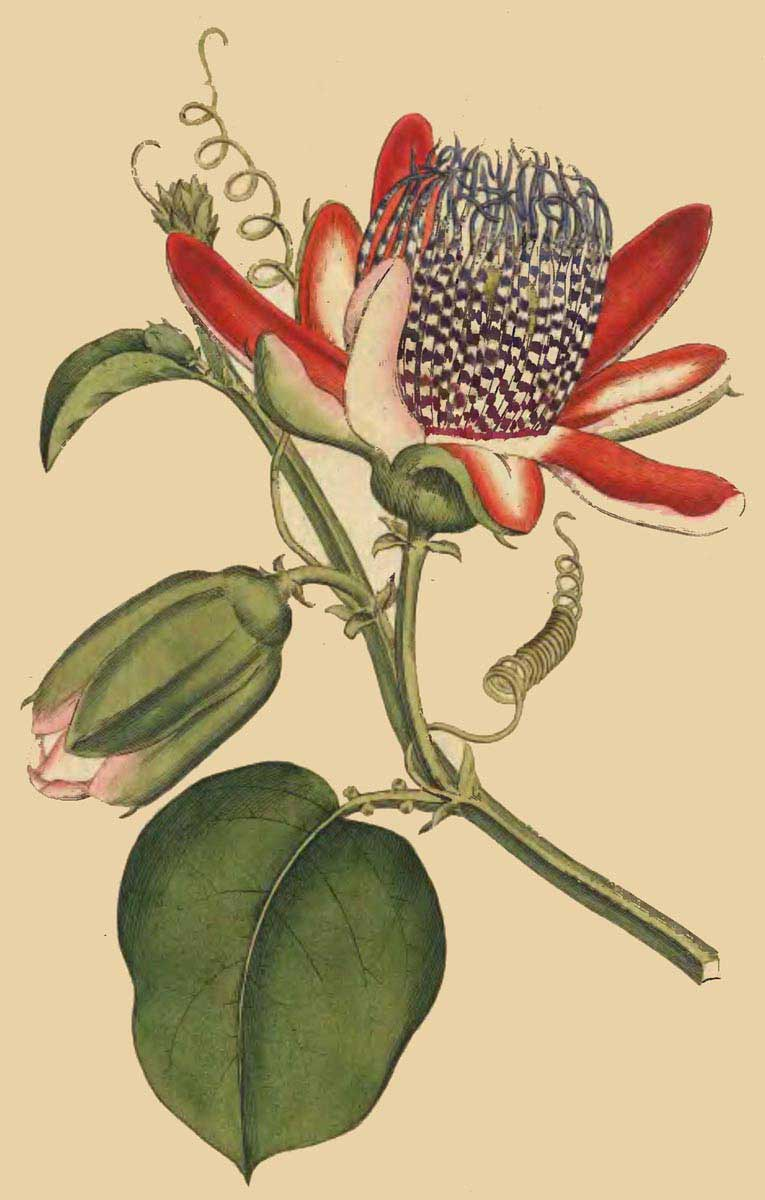
Il·lustració

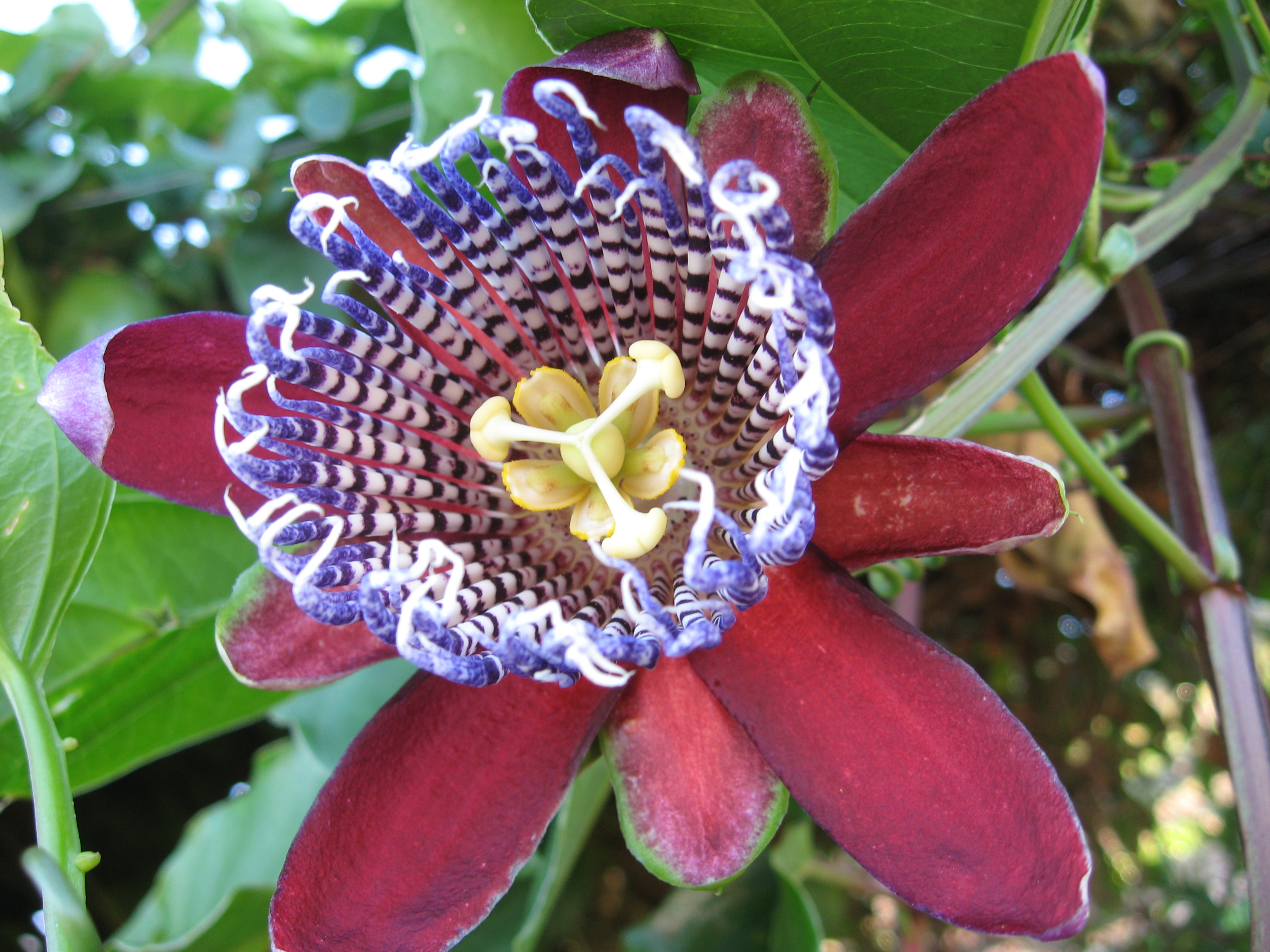
Flor

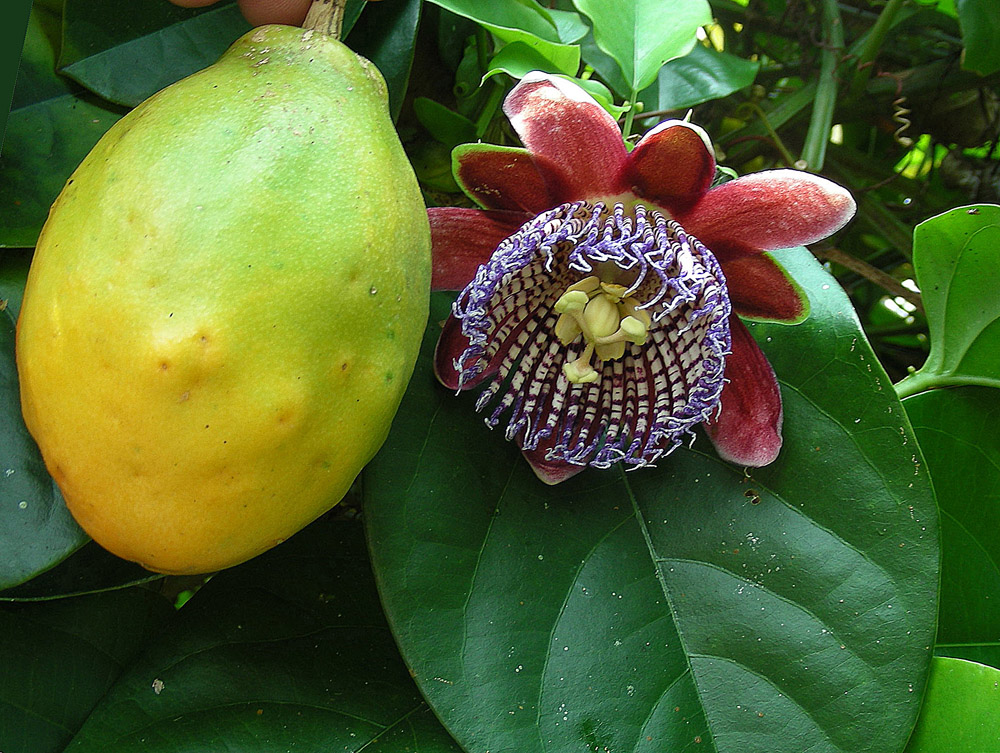
Fruit

Passiflora alata és una espècie d'espermatòfit pertanyent a la família Passifloràcia, nadiua de la regió de l'Amazones en el Brasil. Els nadius es refereixen a ella com ouvaca que significa estel vermell, a causa de l'aparença de la seva flor.

## Característiques
És una planta enfiladissa amb fruit comestible i altament apreciat pels habitants locals. Les fulles són ovals o oblongas de 10-15 cm de longitud i 1-10 d'ample. Les fragants flors tenen entre 7-10 cm de diàmetre. Floreixen a la fi d'estiu o principis de tardor. El seu nèctar atreu a abelles, papallones i ocells.
El fruit és com un ou de color groc o taronja brillant de 8-15 cm de longitud i 5-10 cm de diàmetre. El seu pes és d'entre 90 i 300 grams. Aquests fruits es conreen en diverses parts del Brasil on és molt apreciat.

## Taxonomia
Passiflora alata va ser descrita per William Curtis i publicat en Botanical Magazine 2: t. 66. 1788.
Etimologia
Passiflora: nom genèric que adoptat per Linneo en 1753 i que significa "flor de la passió" (del llatí passio = "passió" i flos = "flor"), va ser atorgat pels missioners jesuïtes en 1610, a causa de la similitud d'algunes parts de la planta amb símbols religiosos de la Passió de Crist, el fuet amb el qual va ser assotat = zarcillos, els tres claus = estils; estams i la corona radial = la corona d'espines.
alata: epítet llatí que significa "alada".
Sinonímia
- Passiflora brasiliana Desf.
- Passiflora latifolia DC.
- Passiflora maliformis Velloso
- Passiflora mascarensis C. Presl
- Passiflora mauritiana A. Thouars
- Passiflora oviformis M. Roem.
- Passiflora phoenicia Lindl.
- Passiflora pyriformis DC.
- Passiflora sarcosepala Barb. Rodr.
- Passiflora tetradena DC.[4][5]